# Stazione di Fudōmae
La stazione di Fudōmae (不動前駅?, Fudōmae-eki) è una stazione ferroviaria di Tokyo che si trova nel quartiere di Shinagawa ed è servita dalla linea ● Meguro della Tōkyū Corporation.

## Linee
Tōkyū Corporation
● Linea Tōkyū Meguro

## Struttura
La stazione è costituita da due binari passanti in viadotto, con due marciapiedi laterali protetti da porte di banchina.
| 1 | ● Linea Meguro |  | per Ōokayama, Tamagawa, Musashi-Kosugi e Hiyoshi                                                                                        |
| 2 | ● Linea Meguro |  | per Meguro e, via linea Namboku, Akabane-Iwabuchi, via ferrovia Rapida di Saitama, Urawa-Misono e, via linea Mita, Nishi-Takashimadaira |

## Stazioni adiacenti
| «                    | Servizio           | »                  |
| Linea Tōkyū Meguro   | Linea Tōkyū Meguro | Linea Tōkyū Meguro |
| -------------------- | ------------------ | ------------------ |
| Meguro               | Locale             | Musashi-Koyama     |
| L'Espresso non ferma |                    |                    |